# Poljánok (keleti szláv törzs)
Ez a lap a poljánok nevű keleti szláv törzsről szól. Az azonos nevű nyugati szláv törzset lásd: Polánok (nyugati szláv törzs)
A poljánok (ukrán nyelven Поляни, Polyany, orosz nyelven Поляне, Polyane)  keleti szláv törzs volt, amely a 6. század és a 9. század között a Dnyeper folyó mindkét partján és a Rosz, Szula, Sztuhna, Teteriv, Irpiny, Gyeszna és Pripjaty folyók alsó folyásai mentén élt. 
A név a keleti ószláv nyelv поле (polje) vagy поляна (poljana) szavaiból származik, amelyek mezőt jelentenek, és a törzs azért kaphatta, mert szállásterületei a nyílt mezőkön voltak.
A poljánok földje egy sor másik szláv törzs (drevljánok, radimicsek, drehovjánok, szeverjánok) földjének keresztútjain terült el, és fontos vízi szállítási útvonalakkal kötötte össze őket. 
A 9. században a kazár birodalomhoz tartoztak és adót fizettek a kazároknak. A 860-as években a varégok uralma alá kerültek, akik sikeres hadjáratokat szerveztek a bizánci birodalom és a besenyők ellen. A 880-as években földjüket Oleg novgorodi fejedelem hódította meg és az a Kijevi Rusz államszervezésének központi területévé és hajtóerejévé vált. A poljánokat mint törzset utoljára 944-ben említi egy krónika.
A krónikák gyakran említik, hogy a polan közösségek társadalmi-gazdasági viszonyai fejlettebbek voltak a körülöttük lakó törzsekénél. A legendák a Kijevi Rusz elődeiként és Kijev alapítóiként tartják számon őket. 